# Bloktilskud til Grønland
Bloktilskud er i Grønland betegnelsen for det tilskud, som den danske stat yder til Grønlands Selvstyre til dækning af de udgifter der er en konsekvens af de sagsområder, som er overgået til Grønlands Hjemmestyre.
Efter indførelsen af hjemmestyre i Grønland 1. maj 1979 blev der foretaget en gradvis overførsel af kompetencer og dermed ansvar fra danske politiske myndigheder til de grønlandske politiske myndigheder. I takt med at Grønlands Hjemmestyre hjemtog yderligere sagsområder, er der af den danske stat blevet givet et årligt tilskud til driften af de hjemtagne sagsområder. Disse tilskud kaldes under et for bloktilskuddet.
Siden 2009 har bloktilskuddet været et konstant beløb realt, dvs. det stiger i takt med den generelle inflation, men ikke i takt med eksempelvis befolkningsvæksten, den økonomiske vækst eller antallet af hjemtagne sagsområder.
Danmark og Grønland er enige om, at der ved fastlæggelse af bloktilskuddet kan forhandles om principperne for en gradvis aftrapning af tilskuddet. Målet er, at Grønland bliver mindre afhængig af bloktilskuddet. Stigende uafhængighed skal imidlertid ske under hensyntagen til solidaritetshensynet mellem Grønland og Danmark.

## Sagsområder, der varetages af Grønland[1]

### Sagsområder der er blevet hjemtaget efter hjemmestyreloven i 1979
Ved hjemmestyrets indførsel i 1979 overtog Grønland samme år to områder: Grønlands styrelsesordning og Styrelsesordningen for kommunerne. Efterfølgende er der blevet overtaget en række områder, som fx konkurrencelovgivningen (1986), biblioteksvæsenet (1980), folkeskolen (1981) og sundhedsvæsenet (1992).

### Sagsområder der er blevet hjemtaget efter selvstyreloven i 2009[2]
- Råstofområdet (2010)
- Arbejdsmiljø for offshorearbejde (2010)
- Tidens bestemmelse (2023)

## Sagsområder, der varetages af Danmark
Den danske stat er fortsat ansvarlig for en række sagsområder, som finansieres af Danmark. 
Beskæftigelsesministeriet har gennem Arbejdstilsynet ansvaret for arbejdsmiljøindsatsen i henhold til arbejdsmiljøloven. Tilsynskreds Grønland har den direkte kontakt med virksomhederne. Under ministeriet hører tillige den grønlandske arbejdsskadeforsikring. Forsvarsministeriet har ansvaret for Arktisk Kommando, hvis opgave er overvågning og suverænitetshævdelse, herunder fiskeriinspektion, eftersøgnings- og redningstjeneste mv. Desuden har Arktisk Kommando visse opgaver på Thule Air Base.
Justitsministeriet har ansvaret for politi, retsvæsen og kriminalforsorg. Under Miljøministeriet hører Danmarks og Grønlands Geologiske Undersøgelser (GEUS). Ministeriet for Fødevarer, Landbrug og Fiskeri har ansvaret for dele af veterinærvæsenet i Grønland og kontrollen af kød til eksport, herunder kvalitetskontrol af fisk og fiskevarer.
Under Ministeriet for Videnskab, Teknologi og Udvikling hører Kommissionen for Videnskabelige Undersøgelser i Grønland (KVUG), hvor sekretariatsbetjeningen varetages af Dansk Polarcenter. Transport- og Energiministeriet har ansvaret for Statens Luftfartsvæsen og for Danmarks Meteorologiske Instituts virksomhed, der gennemfører geofysiske observationer og automatiske vejrobservationer. Ministeriet varetager desuden gennem Energistyrelsen de statslige opgaver inden for rammerne af Råstoforordningen for Grønland. Økonomi- og Erhvervsministeriet har ansvaret for Søfartsstyrelsen, herunder systemet i forhold til skibes positioner i grønlandske farvande og registreringsopgaver.

### Sagsområder der ikke kan hjemtages efter selvstyreloven[1]
- Statsforfatningen
- Statsborgerskab
- Højesteret
- Udenrigs-, sikkerheds- og forsvarspolitik
- Valuta- og pengepolitik.

## Beløb
Bloktilskuddet til Grønland var i 2024 4,3 mia. kr. Oven i dette afholdt den danske stat udgifterne til bl.a. retsvæsen og forsvar, som tilsammen skønnedes at udgøre over 1 mia. kr. Bloktilskuddet alene udgjorde omkring en tredjedel af de samlede offentlige indtægter i Grønland.